# Anita Hentschel
Anita Hentschel (República Democrática Alemana, 12 de diciembre de 1942) fue una atleta alemana especializada en la prueba de lanzamiento de disco, en la que consiguió ser medallista de bronce europea en 1966.

## Carrera deportiva
En el Campeonato Europeo de Atletismo de 1966 ganó la medalla de bronce en el lanzamiento de disco, llegando hasta los 56.80 metros, siendo superada por la atletas también alemanas Christine Spielberg que con 57.76 metros batió el récord de los campeonatos, y Liesel Westermann.